# أنشو ماليك
أنشو ماليك (مواليد 5 أغسطس 2001) هي لاعبة مصارعة حرة هندية، فازت بالميدالية الفضية في وزن 57 كج في بطولة العالم 2021.

## وصلات خارجية
- أنشو ماليك على موقع قاعدة بيانات المصارعة الدولية (الإنجليزية)
- أنشو ماليك على موقع اللجنة الأولمبية الدولية (الإنجليزية)
- أنشو ماليك على موقع أوليمبيديا (الإنجليزية)